# خليج سكيكدة

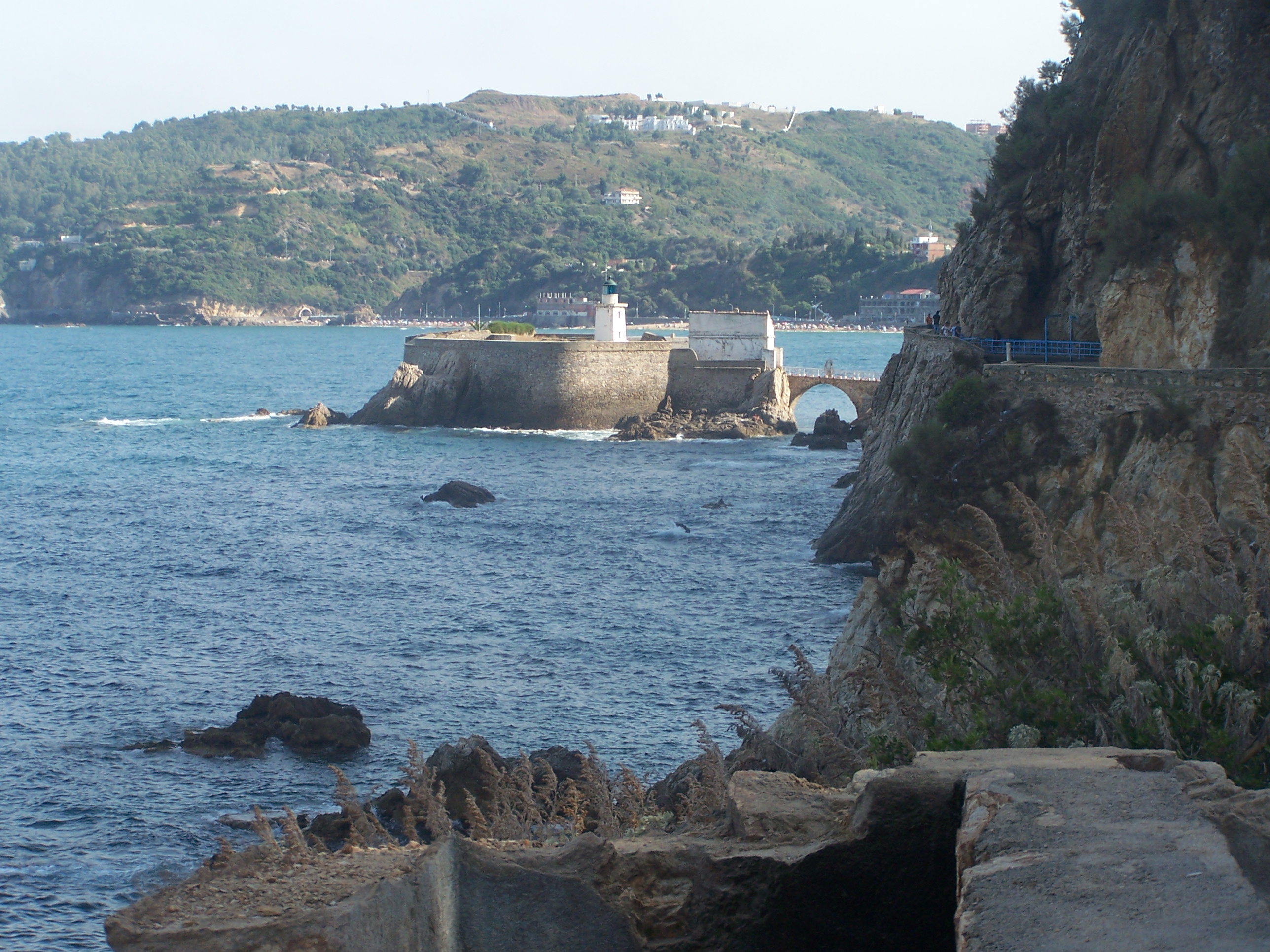
منارة ستورا

خليج سكيكدة أو ستورا هو خليج متوسطي يمتد في ولاية سكيكدة في الجزائر بين رأس بوقارون في الغرب ورأس الحديد في الشرق.
يقسمها جزيرة سيريجينا أو رأس القرود إلى قسمين لتشكيل خليج سطورة إلى الشرق وخليج القل إلى الغرب. 
وهو خليج نوميديا الرومانية ( باللاتينية numidius sinus ). 